# Sân bay Naryan-Mar
Sân bay Naryan-Mar (IATA: NNM, ICAO: ULAM) là một sân bay kết hợp quân sự - dân sự ở Khu tự trị Nenets, Nga, cách thành phố Naryan-Mar 3 km về phía đông.

## Hãng hàng không và điểm đến
| Hãng hàng không | Các điểm đến                    |
| --------------- | ------------------------------- |
| Komiaviatrans   | Kirov, Syktyvkar                |
| RusLine         | Arkhangelsk, Ufa, Yekaterinburg |
| Smartavia       | Arkhangelsk, Saint Petersburg   |
| Utair           | Moskva–Vnukovo                  |